# Sistema inquisitorio
Il sistema inquisitorio (o non accusatorio) è uno dei due modelli astratti di processo, in cui la gestione del procedimento è affidata ad un giudice che ricopre un ruolo attivo nella ricerca di prove su cui basare la propria opinione riguardo la colpevolezza o meno dell'imputato. Si contrappone al "sistema accusatorio", in cui la funzione del giudice è quella di arbitro imparziale tra le due parti.
I sistemi inquisitori sono adottati principalmente da paesi basati sul civil law, nel diritto canonico adottato nello Stato vaticano, o sul diritto islamico, mentre è piuttosto raro in paesi basati sul common law. 

## Storia

### Antichità e medioevo
Questo modello processuale comincia ad affermarsi nella fase finale dell'Impero Romano, con il diffondersi prima in ambito provinciale e poi anche a Roma della procedura nota come cognitio extra ordinem, e conoscerà una notevole fortuna durante il Medioevo, divenendo il modello processuale tipico tanto nel diritto canonico. Infatti, fino all'introduzione dell'Inquisizione medievale nel XII secolo, i sistemi giudiziari in Europa furono principalmente basati sul sistema accusatorio. Secondo i modelli d'allora, a meno che una persona non fosse colta in flagrante, non poteva essere processata senza una formale accusa o inchiesta. Il sistema si dimostrò fallimentare per l'elevata istruzione di false accuse e la scarsa collaborazione dei testimoni. Di fronte a queste difficoltà si provò ad introdurre pratiche come l'ordalia o il duello di Dio.
A partire dal 1198, Papa Innocenzo III varò una serie di decreti che riformarono il sistema tribunale ecclesiastico. Con la diffusione dell'Inquisizione nel 1205 (processus per inquisitionem) i magistrati ecclesiastici furono liberati dal vincolo di un'accusa formale per perseguire un imputato. Al contrario infatti, il tribunale ecclesiastico fu libero di interrogare testimoni di propria iniziativa e, se questi avessero accusato una persona di un crimine (spesso in cambio di segretezza della testimonianza), questa poteva essere processata. Nel 1215, il Quarto Concilio Lateranense (canone 8, Qualiter et quando) stabilì la “modalità inquisitoria”, che ora poteva essere utilizzata in alternativa alla “modalità accusatoria” e alla “modalità di denuncia”. Il Concilio proibì inoltre al clero di ricorrere alle ordalie. A poco a poco, la procedura inquisitoria divenne la più frequente per il giudizio penale.
Il processo di creazione del sistema accusatorio trovò genesi con l'istituzione da parte di Enrico II di tribunali laici autonomi attorno al 1160. Mentre i tribunali ecclesiastici inglesi, come quelli continentali, adottarono il sistema inquisitorio, i tribunali laici del common law continuarono a operare con il sistema accusatorio secondo il cui principio un privato non potesse essere processato se non formalmente accusato. Nel 1215 questo fondamento fu ribadito dall'articolo 38 della Magna Carta, sancendo la definitiva scissione dal modello inquisitorio continentale: 
Il primo territorio ad adottare interamente il sistema inquisitorio fu il Sacro Romano Impero. 

### Età moderna e contemporanea
Il nuovo modello di processo inquisitorio fu introdotto nell'ambito della Riforma di Wormser del 1498 e poi nella Constitutio Criminalis Bambergensis del 1507. L'adozione della Constitutio Criminalis Carolina di Carlo V nel 1532 rese le procedure inquisitorie modello ufficiale dei processi. Solo quando Napoleone introdusse il Codice di procedura penale del 1808  il 16 novembre 1808 le procedure classiche dell'inquisizione furono abolite in tutti i territori dell'Impero.
Nello sviluppo delle moderne magistrature avvenuto durante XIX secolo, gran parte delle istituzioni codificarono il diritto civile e penale e rividero le norme di procedura giudiziaria. Fu attraverso questo sviluppo che il ruolo di un sistema inquisitorio venne sancito nella maggior parte dei sistemi giuridici civili europei. Tuttavia, esistono differenze significative nei metodi operativi e nelle procedure tra i tribunali dell'ancien régime del XVIII secolo e quelli del XIX secolo. In particolare, venivano tipicamente aggiunti limiti ai poteri degli inquirenti, nonché maggiori diritti di difesa.
In materia penale, sono riscontrabili ovvie differenze tra le procedure del XVIII secolo e quelle che si sono sviluppate a partire dal XIX secolo; in particolare, si è iniziato a limitare il potere degli inquisitori e, allo stesso tempo, sono stati introdotti più diritti alla difesa. Tuttavia, l'efficacia di questi diritti è rimasta limitata nella pratica, soprattutto a causa della difficoltà di conciliare le funzioni di inquirente (o di pubblico ministero) con il principio di imparzialità. La questione è regolarmente dibattuta nei paesi che ancora utilizzano la procedura inquisitoria, e diversi paesi europei hanno già abbandonato il sistema inquisitorio a favore del sistema accusatorio (ad esempio, la Germania nel 1975 e l'Italia nel 1989).
In seguito allo sviluppo dei sistemi giuridici moderni nel XIX secolo, la maggior parte delle giurisdizioni non solo ha codificato un proprio diritto civile e penale, ma ha anche rivisto e codificato le norme di procedura civile. Di conseguenza, la procedura inquisitoria si è gradualmente radicata nella maggior parte dei sistemi giuridici civili europei.

### Dal XX secolo ad oggi
In America Latina, la caduta di diversi regimi autocratici a partire dalla seconda metà del XX secolo che avevano mantenuto la procedura inquisitoria dal precedente dominio spagnolo ha sollevato la questione della sua perpetuazione. Le frequenti violazioni dei diritti della difesa, nonostante alcuni miglioramenti, deposero a favore del suo abbandono. Inoltre, da un punto di vista politico, la procedura vigente sarebbe stata inefficace contro la delinquenza a causa della sua lentezza e dei suoi costi. Vista la mancanza di fondi del sistema penale, due giuristi argentini (Julio Maier e Alberto Binder) contribuirono a introdurre, con un'iniziativa senza precedenti in Argentina, una procedura accusatoria semplificata che rafforzò l'indipendenza della procura e rivoluzionò il sistema giudiziario argentino. Notando i significativi miglioramenti rispetto alla procedura inquisitoria, quasi tutti i paesi dell'America Latina seguirono l'esempio argentino, in un movimento di riforma senza precedenti descritto come una “rivoluzione processuale penale”. L'accusatorio, simbolo anche della rinascita democratica, è oggi utilizzato dalla maggior parte dei Paesi americani ispanofoni, a scapito della procedura inquisitoria. In Brasile esiste ancora un sistema misto (procedura inquisitoria e accusatoria), ma un progetto di riforma del 2023 mira a stabilire una procedura accusatoria, con la soppressione del giudice istruttore durante la fase istruttoria.
Negli ordinamenti contemporanei prevale di gran lunga il modello accusatorio, tipico dei sistemi di common law (dove è noto come adversarial system) ma ormai adottato anche in quelli di civil law. In questi ultimi, tuttavia, se è stato abbandonato da tempo il sistema inquisitorio puro, sono spesso ancora presenti alcuni suoi aspetti sicché, più che di sistemi accusatori puri, si suole parlare in questi casi di sistemi misti.

## Caratteristiche
Per via dei diversi contesti storici e politici in cui il modello inquisitorio fu sviluppato, i giuristi non sono unanimi nel definire un unico profilo dettagliato del sistema, né è possibile affermare che un paese adotti un modello di sistema inquisitorio puro. Dunque, il sistema inquisitorio, più che un sistema procedurale definito, assomiglia ad una ricostruzione basata su documentazione storica relativa a diversi processi, spesso con modalità distanti tra loro. Tuttavia altre fonti sono concordi nell'affermare che la ricostruzione e la comprensione teorica del sistema inquisitorio consentono di interpretare i sistemi processuali attuali, in quanto la logica inquisitoria conserva dalle proprie radici le sue caratteristiche principali, indipendentemente dal contesto storico, geografico e politico.
Il modello inquisitorio è inquadrato quindi come una procedura:
- scritta: cioè è prevista la redazione di un verbale d'udienza;
- non contraddittoria: cioè all'imputato è affidato un ruolo passivo;
- segreta: cioè l'imputato non conosce le accuse a proprio carico e i testimoni non sanno per quale caso stanno deponendo. Secondo tali premesse, il processo è svolto sine strepitu (senza clamore), in quanto l’assunzione delle deposizioni viene svolta in segreto, senza la dialettica contraddizione tra le parti.

### Il ruolo del giudice
Nel sistema inquisitorio la figura del giudice (denominato giudice inquirente, istruttore o inquisitore, da cui prende il nome il sistema) vede concentrate in sé le funzioni dell'accusa, della difesa e del giudizio. Alla potestà dell'inquirente sono affidati: l'indagine di tutti gli aspetti del caso, favorevoli o sfavorevoli all'accusa, l'avvio ex officio del processo, l'introduzione e l'esposizione delle questioni di fatto, l'interrogatorio di avvocati difensori, pubblici ministeri o testimoni e il giudizio sulla base degli atti dell'attività istruttoria così condotta.
In altri ordinamenti è prevista una fase preliminare del processo che si svolge dinanzi ad un giudice istruttore e che presenta caratteristiche proprie del modello inquisitorio: il giudice istruttore, infatti, sebbene non inizi d'ufficio il processo (essendo comunque necessario l'esercizio dell'azione penale, di solito da parte del pubblico ministero) provvede alla raccolta delle prove, avvalendosi della polizia, e al loro esame. Se, in esito a tale fase istruttoria, ritiene che si possa escludere la colpevolezza dell'imputato, il giudice istruttore lo proscioglie, altrimenti dispone il suo rinvio a giudizio, al quale segue una fase processuale che si svolge dinanzi ad un diverso giudice con una procedura tipicamente accusatoria.

### La posizione dell'imputato
Il sistema inquisitorio sopprime in linea di massima le figure di accusatore e accusato come effettive parti processuali. L'imputato, rappresentato da un avvocato, viene interrogato dal giudice istruttore, sebbene non sia tenuto a parlare e, se lo fa, non viene sottoposto a giuramento. Come l'imputato vengono interrogati anche i testimoni,

## Diffusione nel mondo
Sommariamente il sistema inquisitorio è dominante in Europa continentale, in America Latina, nell'Africa che non fu sotto dominio britannico, in Asia orientale, nel Sud-est asiatico. È rilevante l'esempio degli Stati Uniti tra i paesi che adottano il sistema inquisitorio solo per i procedimenti sommari per reati minori od infrazioni.

### Francia
La caratteristica principale del sistema inquisitorio nell'ambito penale in Francia, e in altri paesi che funzionano lungo le stesse linee, è la funzione del giudice istruttore (in lingua francese: juge d'instruction), chiamato anche giudice magistrato. Il giudice istruttore conduce indagini riguardanti crimini gravi o inchieste complesse. In quanto membro della magistratura, non è soggetto alla podestà dell'esecutivo.

### Italia
Il processo penale italiano, disciplinato dai codici di procedura che hanno preceduto quello vigente, presentava la commistione tra modello accusatorio e inquisitorio ora descritta, dovuta alla presenza del giudice istruttore. Nella disciplina del codice attuale, entrato in vigore il 24 ottobre 1989, la figura del giudice istruttore è stata soppressa e il processo ha assunto caratteristiche accusatorie ma, non essendovi una perfetta parità tra accusa e difesa, lo si può ancora considerare un sistema misto.

### San Marino
Nella Repubblica di San Marino esiste uno degli ultimi sistemi inquisitori in Europa, come previsto dal Codice di Procedura Penale del 1878, tuttora in vigore.  Negli ultimi decenni vi sono state apportate importanti modifiche per garantire il diritto ad un giusto processo come previsto dalla Convenzione Europea per i Diritti dell’Uomo, in particolare, è stata prevista la separazione del ruolo di giudice inquirente da quello di giudice decidente e la pubblicità dei processi.

### Stati Uniti d'America
Alcuni procedimenti amministrativi di alcune giurisdizioni negli Stati Uniti si allineano ad un modello più vicino all'inquisitorio. Questi procedimenti sono pensati in ragione di giustizia poco burocratica.